# Anglo-Welsh Cup 2012-13
La Anglo-Welsh Cup 2012-13 fue la cuadragésimo segunda edición del torneo de rugby para equipos de Inglaterra y la octava que incluye a los equipos galeses del Pro12.

## Sistema de disputa
Cada equipo disputa cuatro partidos frente frente a los rivales del grupo asignado, el mejor de cada grupo clasifica a semifinales en la búsqueda del título.
- Grupo 1 vs Grupo 4
- Grupo 2 vs Grupo 3

## Primera Fase
Calendario de partidos

### Grupo 1
| Pos. | Equipo                | Encuentros | Encuentros | Encuentros | Encuentros | Tantos | Tantos | Tantos | PB | Puntos |
| Pos. | Equipo                | PJ         | PG         | PE         | PP         | F      | C      | Dif    | PB | Puntos |
| ---- | --------------------- | ---------- | ---------- | ---------- | ---------- | ------ | ------ | ------ | -- | ------ |
| 1.º  | Harlequins            | 4          | 4          | 0          | 0          | 91     | 60     | +31    | 1  | 17     |
| 2.º  | Exeter Chiefs         | 4          | 3          | 0          | 1          | 99     | 63     | +36    | 1  | 13     |
| 3.º  | Newport Gwent Dragons | 4          | 2          | 0          | 2          | 95     | 94     | +1     | 0  | 8      |
| 4.º  | Gloucester Rugby      | 4          | 1          | 0          | 3          | 85     | 111    | -26    | 2  | 6      |

|  | Semifinalista. |

### Grupo 2
| Pos. | Equipo             | Encuentros | Encuentros | Encuentros | Encuentros | Tantos | Tantos | Tantos | PB | Puntos |
| Pos. | Equipo             | PJ         | PG         | PE         | PP         | F      | C      | Dif    | PB | Puntos |
| ---- | ------------------ | ---------- | ---------- | ---------- | ---------- | ------ | ------ | ------ | -- | ------ |
| 1.º  | Sale Sharks        | 4          | 3          | 0          | 1          | 122    | 104    | 18     | 3  | 15     |
| 2.º  | Leicester Tigers   | 4          | 2          | 0          | 2          | 96     | 101    | -5     | 1  | 9      |
| 3.º  | Cardiff Blues      | 4          | 2          | 0          | 2          | 59     | 64     | -5     | 1  | 9      |
| 4.º  | Worcester Warriors | 4          | 1          | 0          | 3          | 89     | 114    | -25    | 1  | 5      |

|  | Semifinalista. |

### Grupo 3
| Pos. | Equipo       | Encuentros | Encuentros | Encuentros | Encuentros | Tantos | Tantos | Tantos | PB | Puntos |
| Pos. | Equipo       | PJ         | PG         | PE         | PP         | F      | C      | Dif    | PB | Puntos |
| ---- | ------------ | ---------- | ---------- | ---------- | ---------- | ------ | ------ | ------ | -- | ------ |
| 1.º  | Saracens     | 4          | 3          | 0          | 1          | 102    | 69     | 33     | 2  | 14     |
| 2.º  | London Irish | 4          | 2          | 0          | 2          | 101    | 84     | 17     | 4  | 12     |
| 3.º  | Scarlets     | 4          | 2          | 0          | 2          | 97     | 105    | -8     | 0  | 8      |
| 4.º  | London Wasps | 4          | 1          | 0          | 3          | 83     | 108    | -25    | 2  | 6      |

|  | Semifinalista. |

### Grupo 4
| Pos. | Equipo             | Encuentros | Encuentros | Encuentros | Encuentros | Tantos | Tantos | Tantos | PB | Puntos |
| Pos. | Equipo             | PJ         | PG         | PE         | PP         | F      | C      | Dif    | PB | Puntos |
| ---- | ------------------ | ---------- | ---------- | ---------- | ---------- | ------ | ------ | ------ | -- | ------ |
| 1.º  | Bath               | 4          | 3          | 0          | 1          | 96     | 47     | 49     | 1  | 13     |
| 2.º  | Northampton Saints | 4          | 2          | 0          | 2          | 105    | 86     | 19     | 1  | 9      |
| 3.º  | Ospreys            | 4          | 1          | 0          | 3          | 72     | 84     | -12    | 2  | 6      |
| 4.º  | London Welsh       | 4          | 0          | 0          | 4          | 55     | 153    | -98    | 0  | 0      |

|  | Semifinalista. |

### Semifinales
| 9 de marzo de 2013 | Harlequins | 31 - 23 | Bath Rugby | Twickenham Stoop, Londres |  |

| 10 de marzo de 2013 | Sale Sharks | 21 - 15 | Saracens | AJ Bell Stadium, Salford |  |

### Final
| 17 de marzo de 2013 | Harlequins | 32 - 14 | Sale Sharks | Sixways Stadium, Worcester |  |

| Bandera de Inglaterra |
| Campeón Harlequins    |
| Tercer título         |